# Anioł w szafie
Anioł w szafie – polski dramat z 1987 roku w reżyserii Stanisława Różewicza i z jego scenariuszem. Porusza problematykę odpowiedzialności, wyborów i sumienia. Stanowi nawiązanie do filmu S. Różewicza Kobieta w kapeluszu z roku 1984. Widzowie i krytycy dopatrzyli się też nawiązań do powieści Upadek Alberta Camusa oraz do filmów Powiększenie (reż. Michelangelo Antonioni) i Wybuch (reż. Brian De Palma).

## Fabuła
Protagonistą jest Jan (Jerzy Trela) – filmowy realizator dźwięku. To człowiek wrażliwy, oddany pracy i poważany. Nosi w sobie tajemnicę, która rzutuje na jego chłodny stosunek do otoczenia. Przed laty słyszał wołanie o pomoc, lecz jej nie udzielił. Był w tym czasie z Elżbietą (Beata Paluch).
W jego życiu zaczynają się dziać dziwne rzeczy – nietypowe zakłócenia podczas nagrywania dźwięku i zaginięcie mikrofonu, ponadto reżyser realizowanego filmu (Piotr Machalica) ma wyrzuty sumienia, że nie pokaże w nim całej prawdy. Jan radzi mu, żeby posłuchał tego wewnętrznego głosu. Sam też nie daje sobie rady ze wspomnieniami i wyrzutami sumienia. Psychiatra diagnozuje u niego tzw. „tłumienie świadomości”. W dodatku żona Jana, Teresa (Grażyna Barszczewska), ma problemy w pracy.
Jan postanawia odnaleźć Elżbietę, ale nie jest to łatwe. Dowiaduje się, że po tej pamiętnej nocy, gdy słyszał głos wołający go o ratunek, w pobliżu znaleziono zwłoki mężczyzny, a zaraz później Elżbieta wyjechała. Jan próbuje też odzyskać skradziony mikrofon, przy czym zostaje ciężko pobity. Potem widzi różne dziwne rzeczy.

## Obsada
- Jerzy Trela jako Jan
- Grażyna Barszczewska jako Teresa, żona Jana
- Maria Czubasiewicz jako „Myszka”, przyjaciółka Teresy
- Beata Paluch jako Elżbieta
- Edward Żentara jako reżyser
- Danuta Kowalska jako aktorka Marzena
- Maria Klejdysz jako bibliotekarka Olga Nowak
- Piotr Machalica jako aktor
- Tadeusz Włudarski jako Maniek, mieszkaniec domu, w który powstawał film
- Gustaw Lutkiewicz jako kierownik produkcji Kostek

oraz:
- Mariusz Gorczyński jako pijaczek
- Józef Jaworski jako pijak bijący Jana
- Agnieszka Jasińska jako Jola, dziewczyna chcąca zagrać w filmie
- Monika Kazimierska
- Marzena Manteska jako Kasia, córka Teresy i Jana
- Tomasz Marzecki jako kierownik planu
- Andrzej Mrowiec jako lekarz psychiatra
- Arkadiusz Orłowski jako rekwizytor
- Janusz Paluszkiewicz jako Józef, ojciec Mańka
- Ryszard Pietruski jako kierownik produkcji Pelikan
- Ryszard Ronczewski
- Michał Szwejlich jako mężczyzna na cmentarzu żydowskim
- Andrzej Szenajch
- Sylwia Wysocka jako asystentka Jana
- Sylwester Przedwojewski jako aktor
- Czesława Rajfer jako tancerka na planie
- Zofia Rajfer jako tancerka na planie

## Nagrody
- 1987 – nagroda za zdjęcia dla Jerzego Wójcika na Festiwalu Polskich Filmów Fabularnych w Gdyni
- 1987 – nagroda za dźwięk dla Wiesławy Dembińskiej na Festiwalu Polskich Filmów Fabularnych w Gdyni
- 1988 – Nagroda Szefa Kinematografii za twórczość filmową w dziedzinie filmu fabularnego za rok 1987 dla Stanisława Różewicza
- 1988 – Nagroda Szefa Kinematografii za twórczość filmową w dziedzinie filmu fabularnego za rok 1987 dla Jerzego Wójcika
- 1988 – Nagroda Szefa Kinematografii za twórczość filmową w dziedzinie filmu fabularnego za rok 1987 dla Wiesławy Dembińskiej
- 1988 – Nagroda Szefa Kinematografii za twórczość filmową w dziedzinie filmu fabularnego za rok 1987 dla Jerzego Treli